# Bent Creek
Bent Creek é uma Região censo-designada localizada no estado norte-americano de Carolina do Norte, no Condado de Buncombe.

## Demografia
Segundo o censo norte-americano de 2000, a sua população era de 1389 habitantes.

## Geografia
De acordo com o United States Census Bureau tem uma área de 5,7 km², dos quais 5,7 km² cobertos por terra e 0,0 km² cobertos por água.

## Localidades na vizinhança
O diagrama seguinte representa as localidades num raio de 16 km ao redor de Bent Creek. 
{{Image label|x=0.5|y=0.5|scale=400|text=